# Embiotocidae

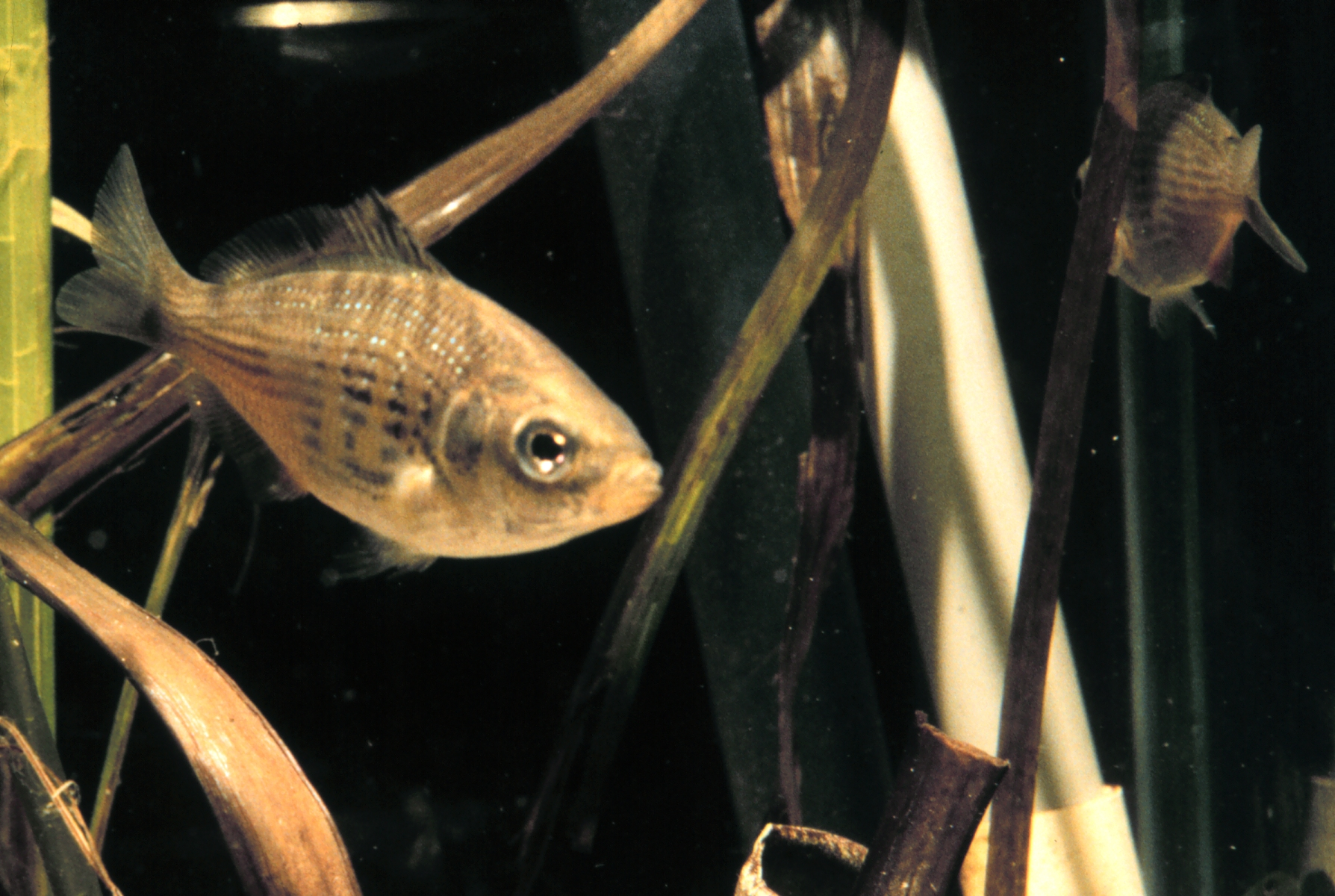
Mojarra brillosa (Cymatogaster aggregata).

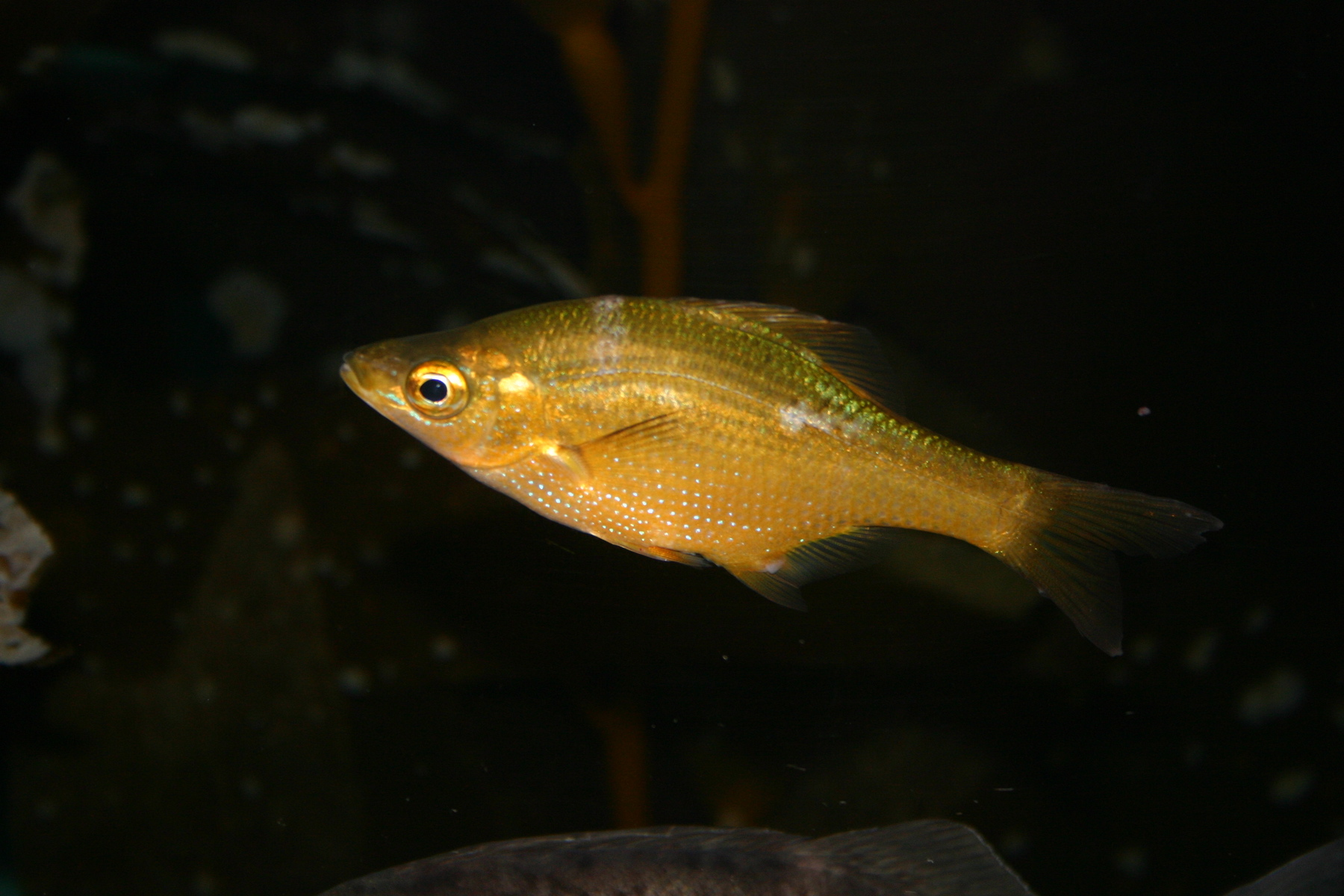
Mojarra sargacera (Brachyistius frenatus).

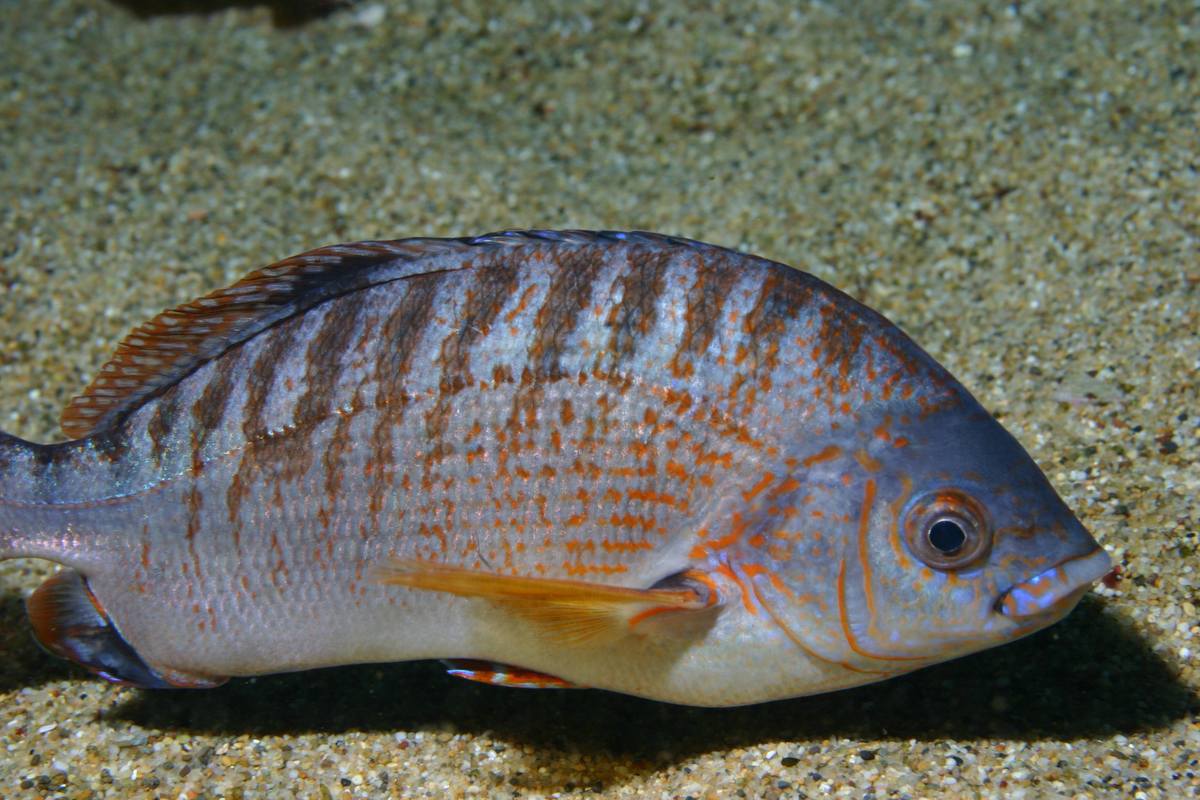
Mojarra arcoíris (Hypsurus caryi).

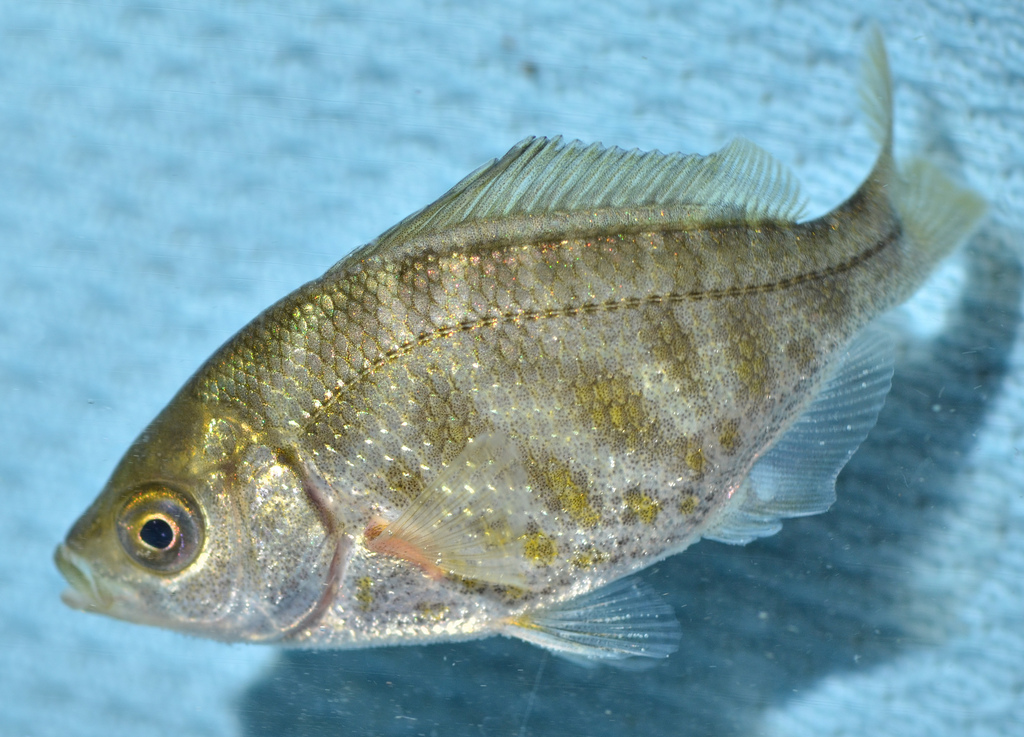
Hysterocarpus traskii.

Las mojarras vivíparas, mojarras o percas, nombres comunes dados en México, son la familia Embiotocidae de peces marinos incluida en el orden Perciformes, algunas especies se distribuyen por el norte del océano Pacífico, y las demás especies de esta familia que viven en agua dulce de América.
El cuerpo tiene una longitud máxima de unos 45 cm; la mayoría de las especies tienen en la aleta dorsal 6 a 11 espinas y 3 espinas en la aleta anal, junto con numerosos radios blandos; escamas cicloideas; aleta caudal ahorquillada.
Son vivíparos, el macho usa la parte anterior fina de la aleta anal para introducir su semen en la hembra, desarrollándose los embriones dentro de la madre de la que podrían tomar los nutrientes que necesitan a través de un tejido materno. De esta característica deriva del griego su nombre: embios (persistente) + tokos (nacimiento).
El primer registro fósil de la familia es en el Eoceno, durante el Terciario inferior.

## Géneros y especies
Existen unas 24 especies agrupadas en 13 géneros:
- Género Amphistichus
  - Amphistichus argenteus (Agassiz, 1854) - Mojarra de bandas.
  - Amphistichus koelzi (Hubbs, 1933) - Mojarra angaripola.
  - Amphistichus rhodoterus (Agassiz, 1854) - Perca
- Género Brachyistius
  - Brachyistius aletes (Tarp, 1952)
  - Brachyistius frenatus (Gill, 1862) - Mojarra sargacera.
- Género Cymatogaster
  - Cymatogaster aggregata (Gibbons, 1854 ) - Mojarra brillosa
- Género Ditrema
  - Ditrema temminckii (Bleeker, 1853)
  - Ditrema viride (Oshima, 1955)
- Género Embiotoca
  - Embiotoca jacksoni (Agassiz, 1853) - Mojarra negra o Perca negra.
  - Embiotoca lateralis (Agassiz, 1854 ) - Mojarra azul
- Género Hyperprosopon
  - Hyperprosopon anale (Agassiz, 1861) - Mojarra aletimanchada.
  - Hyperprosopon argenteum (Gibbons, 1854) - Mojarra ojona.
  - Hyperprosopon ellipticum (Gibbons, 1854) ) - Mojarra ovalada.
- Género Hypsurus
  - Hypsurus caryi (Agassiz, 1853) - Mojarra arcoíris
- Género Hysterocarpus
  - Hysterocarpus traskii pomo (Hopkirk, 1974)
  - Hysterocarpus traskii traskii (Gibbons, 1854)
- Género Micrometrus
  - Micrometrus aurora (Jordan y Gilbert, 1880) - Mojarra de arrecife
  - Micrometrus minimus (Gibbons, 1854) - Mojarra enana.
- Género Neoditrema
  - Neoditrema ransonnetii (Steindachner, 1883)
- Género Phanerodon
  - Phanerodon atripes (Jordan y Gilbert, 1880) - Mojarra picuda.
  - Phanerodon furcatus (Girard, 1854) - Mojarra lomo rayado.
- Género Rhacochilus
  - Rhacochilus toxotes (Agassiz, 1854) - Mojarra labios de hule.
  - Rhacochilus vacca (Girard, 1855) - Mojarra muellera.
- Género Zalembius
  - Zalembius rosaceus (Jordan y Gilbert, 1880) - Mojarra rosada.